# Briaucourt (Haute-Marne)
Briaucourt é uma comuna francesa na região administrativa de Grande Leste, no departamento de Haute-Marne. Estende-se por uma área de 9,47 km². Em 2010 a comuna tinha 185 habitantes (densidade: 19,5 hab./km²).